# Distrito de Heidenheim
El distrito de Heidenheim (en alemán Landkreis Heidenheim) es un distrito (Kreis) situado al este del estado de Baden-Wurtemberg, en Alemania. Pertenece a la región de Stuttgart. Los distritos vecinos son (empezando por el norte y en el sentido de las agujas del reloj) Distrito de Ostalb, Dillingen, Günzburg, Alb-Donau y Göppingen.

## Historia
La historia del distrito se remonta al Oberamt Heidenheim, que fue creado a comienzos del siglo XIX. En 1808 fue ampliado fusionándolo con el Oberamt Giengen. Se convirtió en un distrito en 1934/38, y fue ampliado posteriormente añadiéndole algunos municipios del Oberamt Neresheim y el Oberamt Ulm. La reforma administrativa de 1973 casi no varió los límites del distrito.

## Geografía
El distrito se localiza en las mesetas del Jura de Suabia.

## Escudo de armas
|  | El escudo de armas muestra los colores de los Señores de Hellenstein en la mitad izquierda. Gobernaron la ciudad de Heidenheim hasta 1307. La torre de la derecha simboliza los muchos castillos que hay en el distrito. El área que hoy ocupa el distrito, en la antigüedad se dividía entre muchas familias dominantes, que construían castillos para proteger sus propiedades. |

## Ciudades y municipios
| Ciudades                                                                       | Distritos administrativos                             | Municipios |
| ------------------------------------------------------------------------------ | ----------------------------------------------------- | --- |
| 1. Giengen (Brenz) 2. Heidenheim (Brenz) 3. Herbrechtingen 4. Niederstotzingen | 1. Giengen 2. Heidenheim 3. Sontheim-Niederstotzingen | 1. Dischingen 2. Gerstetten 3. Hermaringen 4. Königsbronn 5. Nattheim 6. Sontheim (Brenz) 7. Steinheim (Albuch) |